# Campionati mondiali juniores di sci alpino 1985
I Campionati mondiali juniores di sci alpino 1985, 4ª edizione della manifestazione organizzata dalla Federazione Internazionale Sci, si svolsero in Cecoslovacchia, a Jasná, dal 28 febbraio al 3 marzo; il programma incluse gare di discesa libera, slalom gigante, slalom speciale e combinata, sia maschili sia femminili.

## Risultati

### Uomini

#### Discesa libera
| Pos. | Atleta             | Nazione        | Tempo   |
| ---- | ------------------ | -------------- | ------- |
| 1    | Giorgio Piantanida | Italia         | 1:18,01 |
| 2    | Hansjörg Tauscher  | Germania Ovest | 1:18,20 |
| 3    | Patrick Ortlieb    | Austria        | 1:18,84 |
| 4    | Luigi Colturi      | Italia         | 1:19,03 |
| 5    | Bernd Stöhrmann    | Austria        | 1:19,08 |
| 6    | Enthony Sere       | Svezia         | 1:19,27 |
| 7    | Paul Accola        | Svizzera       | 1:19,45 |
| 8    | Josl Schönherr     | Austria        | 1:19,76 |
| 9    | Paolo Colombo      | Italia         | 1:19,80 |
| 10   | Christophe Fivel   | Italia         | 1:42,38 |

Data: 28 febbraio

#### Slalom gigante
| Pos. | Atleta           | Nazione    | Tempo   |
| ---- | ---------------- | ---------- | ------- |
| 1    | Robert Žan       | Jugoslavia | 2:17,55 |
| 2    | Bernd Stöhrmann  | Austria    | 2:18,68 |
| 3    | Johann Hofer     | Austria    | 2:19,20 |
| 4    | Dimităr Angelov  | Bulgaria   | 2:19,44 |
| 5    | Rainer Salzgeber | Austria    | 2:19,91 |
| 6    | Richard Kröll    | Austria    | 2:20,27 |
| 7    | Patrick Ortlieb  | Austria    | 2:20,61 |
| 8    | Ljubomir Popov   | Bulgaria   | 2:20,76 |
| 9    | Paul Accola      | Svizzera   | 2:21,11 |
| 10   | Josl Schönherr   | Austria    | 2:21,42 |

Data: 2 marzo

#### Slalom speciale
| Pos. | Atleta                | Nazione        | Tempo   |
| ---- | --------------------- | -------------- | ------- |
| 1    | Rainer Salzgeber      | Austria        | 1:42,82 |
| 2    | Sašo Robič            | Jugoslavia     | 1:43,81 |
| 3    | Paul Accola           | Svizzera       | 1:44,80 |
| 4    | Øivind Ragnhildstveit | Norvegia       | 1:47,99 |
| 5    | Keiji Oshigiri        | Giappone       | 1:48,46 |
| 6    | Dimităr Angelov       | Bulgaria       | 1:48,66 |
| 7    | Toshinobu Awano       | Giappone       | 1:49,51 |
| 8    | Berni Huber           | Germania Ovest | 1:49,77 |
| 9    | Lukas Perathoner      | Italia         | 1:50,17 |
| 10   | Nobuaki Goto          | Giappone       | 1:50,92 |

Data: 3 marzo

#### Combinata
| Pos. | Atleta           | Nazione        |
| ---- | ---------------- | -------------- |
| 1    | Rainer Salzgeber | Austria        |
| 2    | Paul Accola      | Svizzera       |
| 3    | Berni Huber      | Germania Ovest |

Data: 28 febbraio-3 marzo

Classifica stilata attraverso i piazzamenti ottenuti
in discesa libera, slalom gigante e slalom speciale

### Donne

#### Discesa libera
| Pos. | Atleta              | Nazione     | Tempo   |
| ---- | ------------------- | ----------- | ------- |
| 1    | Astrid Geisler      | Austria     | 1:22,12 |
| 2    | Heidi Zurbriggen    | Svizzera    | 1:22,41 |
| 3    | Chantal Bournissen  | Svizzera    | 1:22,54 |
| 4    | Silvana Erlacher    | Italia      | 1:22,70 |
| 5    | Heidi Zeller-Bähler | Svizzera    | 1:23,17 |
| 6    | Carter Payne        | Stati Uniti | 1:23,59 |
| 7    | Gabriele Rainer     | Austria     | 1:23,79 |
| 8    | Crista Lacedelli    | Italia      | 1:23,85 |
| 9    | Anita Wachter       | Austria     | 1:24,15 |
| 10   | Kristi Terzian      | Stati Uniti | 1:24,25 |

Data: 28 febbraio

#### Slalom gigante
| Pos. | Atleta              | Nazione        | Tempo   |
| ---- | ------------------- | -------------- | ------- |
| 1    | Anita Wachter       | Austria        | 2:14,02 |
| 2    | Heidi Zurbriggen    | Svizzera       | 2:14,12 |
| 3    | Katja Lesjak        | Jugoslavia     | 2:14,26 |
| 4    | Ingrid Salvenmoser  | Austria        | 2:14,60 |
| 5    | Heidi Zeller-Bähler | Svizzera       | 2:17,24 |
| 6    | Ulrike Maier        | Austria        | 2:17,54 |
| 7    | Florence Masnada    | Francia        | 2:18,40 |
| 8    | Dasa Šegula         | Jugoslavia     | 2:18,60 |
| 9    | Cecilia Lucco       | Italia         | 2:19,66 |
| 10   | Ľudmila Milanová    | Cecoslovacchia | 2:20,41 |

Data: 1º marzo

#### Slalom speciale
| Pos. | Atleta             | Nazione        | Tempo   |
| ---- | ------------------ | -------------- | ------- |
| 1    | Anita Wachter      | Austria        | 1:40,47 |
| 2    | Heidi Zurbriggen   | Svizzera       | 1:40,62 |
| 3    | Chantal Bournissen | Svizzera       | 1:40,99 |
| 4    | Ingrid Salvenmoser | Austria        | 1:41,32 |
| 5    | Silvana Erlacher   | Italia         | 1:42,35 |
| 6    | Katja Lesjak       | Jugoslavia     | 1:42,57 |
| 7    | Ulrike Maier       | Austria        | 1:42,80 |
| 8    | Miriam Vogt        | Germania Ovest | 1:43,20 |
| 9    | Dasa Šegula        | Jugoslavia     | 1:43,31 |
| 10   | Lucia Medzihradská | Cecoslovacchia | 1:44,67 |

Data: 3 marzo

#### Combinata
| Pos. | Atleta           | Nazione  |
| ---- | ---------------- | -------- |
| 1    | Heidi Zurbriggen | Svizzera |
| 2    | Anita Wachter    | Austria  |
| 3    | Silvana Erlacher | Italia   |

Data: 28 febbraio-3 marzo

Classifica stilata attraverso i piazzamenti ottenuti
in discesa libera, slalom gigante e slalom speciale

## Medagliere per nazioni
| Pos. | Nazione        | Oro | Argento | Bronzo | Totale |
| ---- | -------------- | --- | ------- | ------ | ------ |
| 1    | Austria        | 5   | 2       | 2      | 9      |
| 2    | Svizzera       | 1   | 4       | 3      | 8      |
| 3    | Jugoslavia     | 1   | 1       | 1      | 3      |
| 4    | Italia         | 1   | 0       | 1      | 2      |
| 5    | Germania Ovest | 0   | 1       | 1      | 2      |